# 香積寺駅
香積寺駅（こうしゃくじえき）は、中華人民共和国浙江省杭州市拱墅区長楽路と香積寺路の交差点に位置する杭州地下鉄3号線の駅である。

## 歴史
- 2022年2月21日：開業[1]。

## 駅構造
島式ホーム1面2線を有する地下駅。

### のりば
案内上ののりば番号は設定されていない。
| 路線    | 方向 | 行先                         |
| ------- | ---- | ---------------------------- |
| ■ 3号線 | 下り | 火車西站・呉山前村・石馬方面 |
| ■ 3号線 | 上り | 星橋方面                     |

（出典：杭州地下鉄：站内空间示意图）

## 駅周辺
- 香蘭名苑
- 長楽苑
- 杭州英藍中心 - コンコース・C出入口直結
- 錦蘭公寓
- 香積寺 - 駅名の由来

## ギャラリー

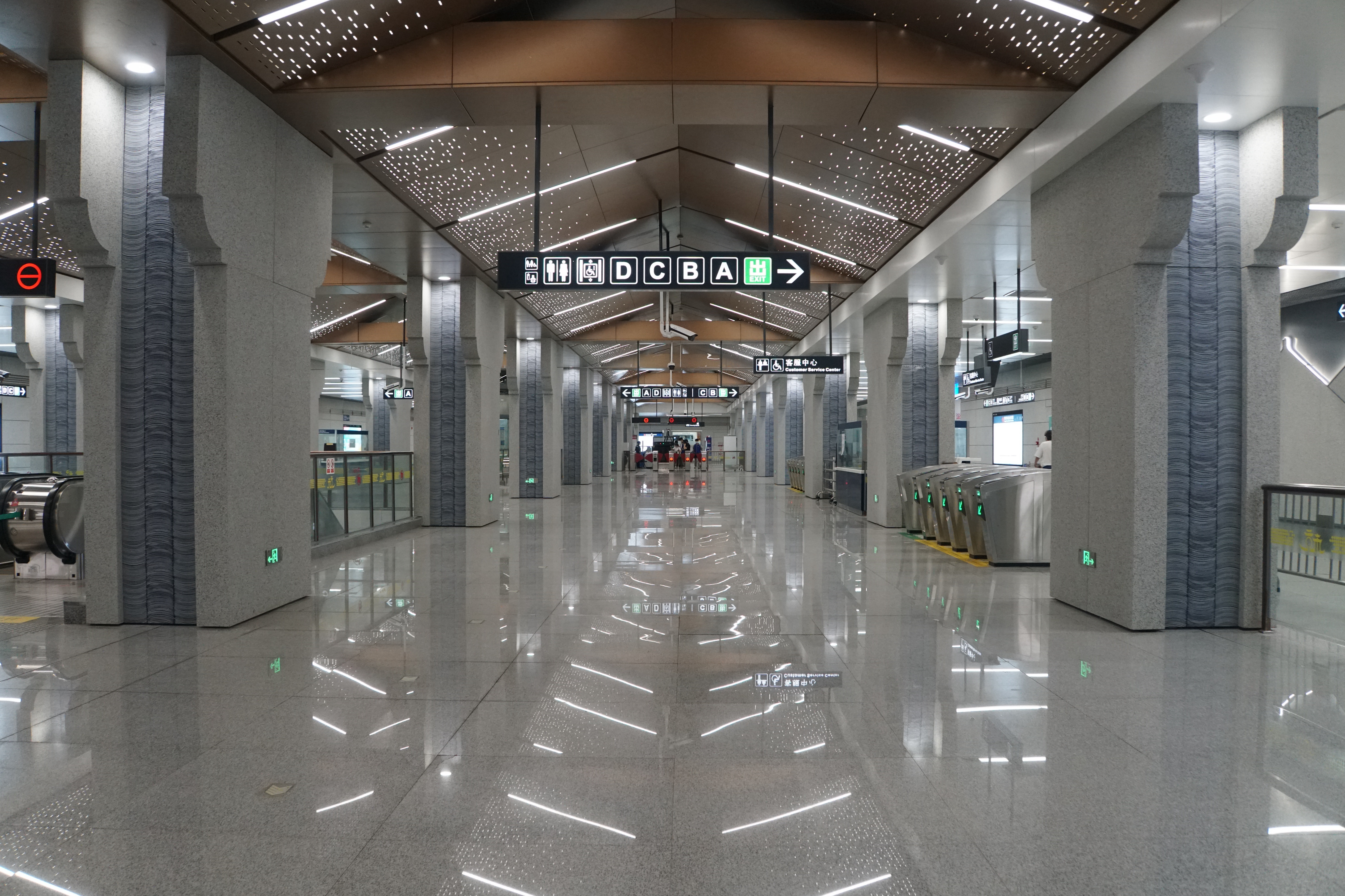
コンコース
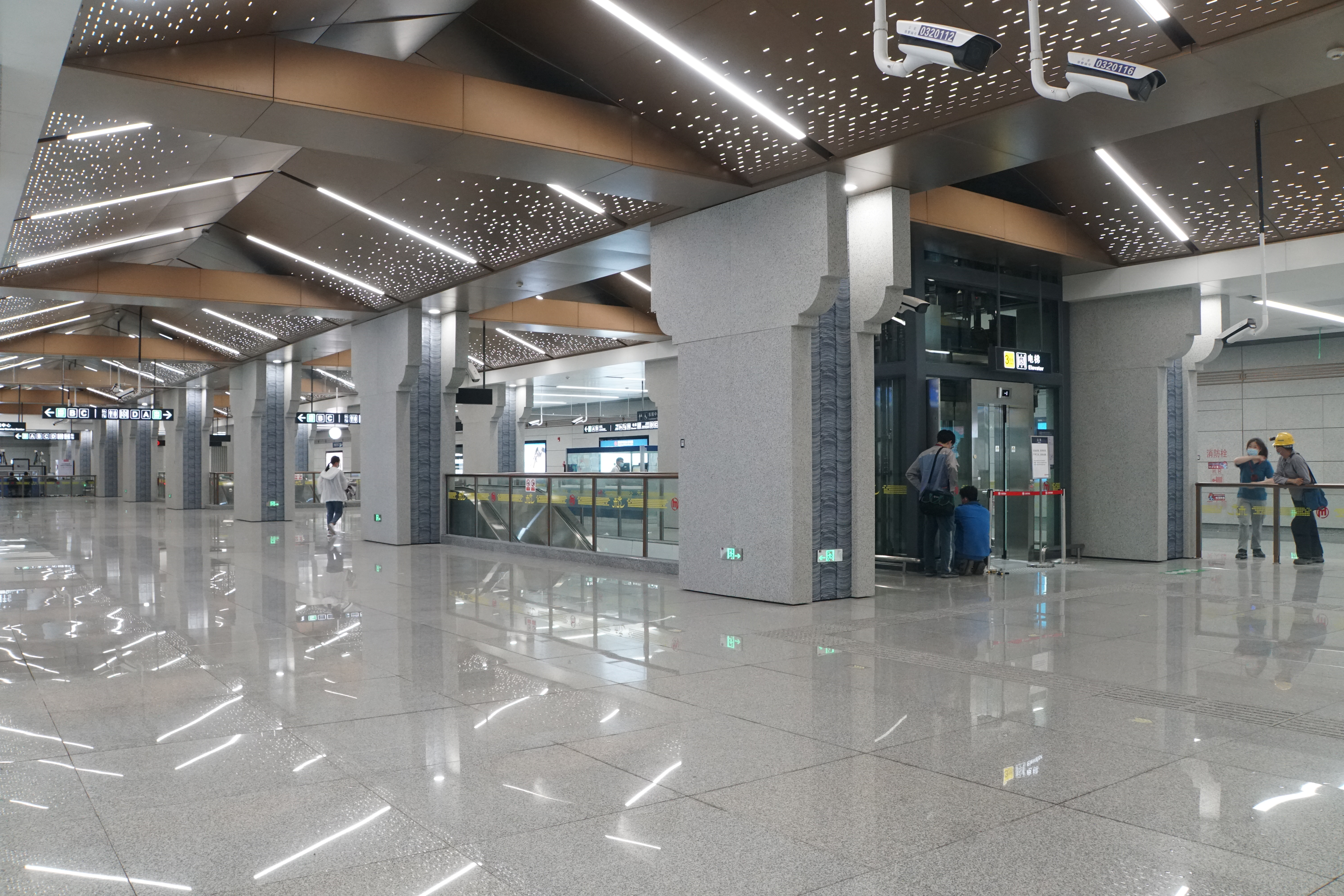
コンコース
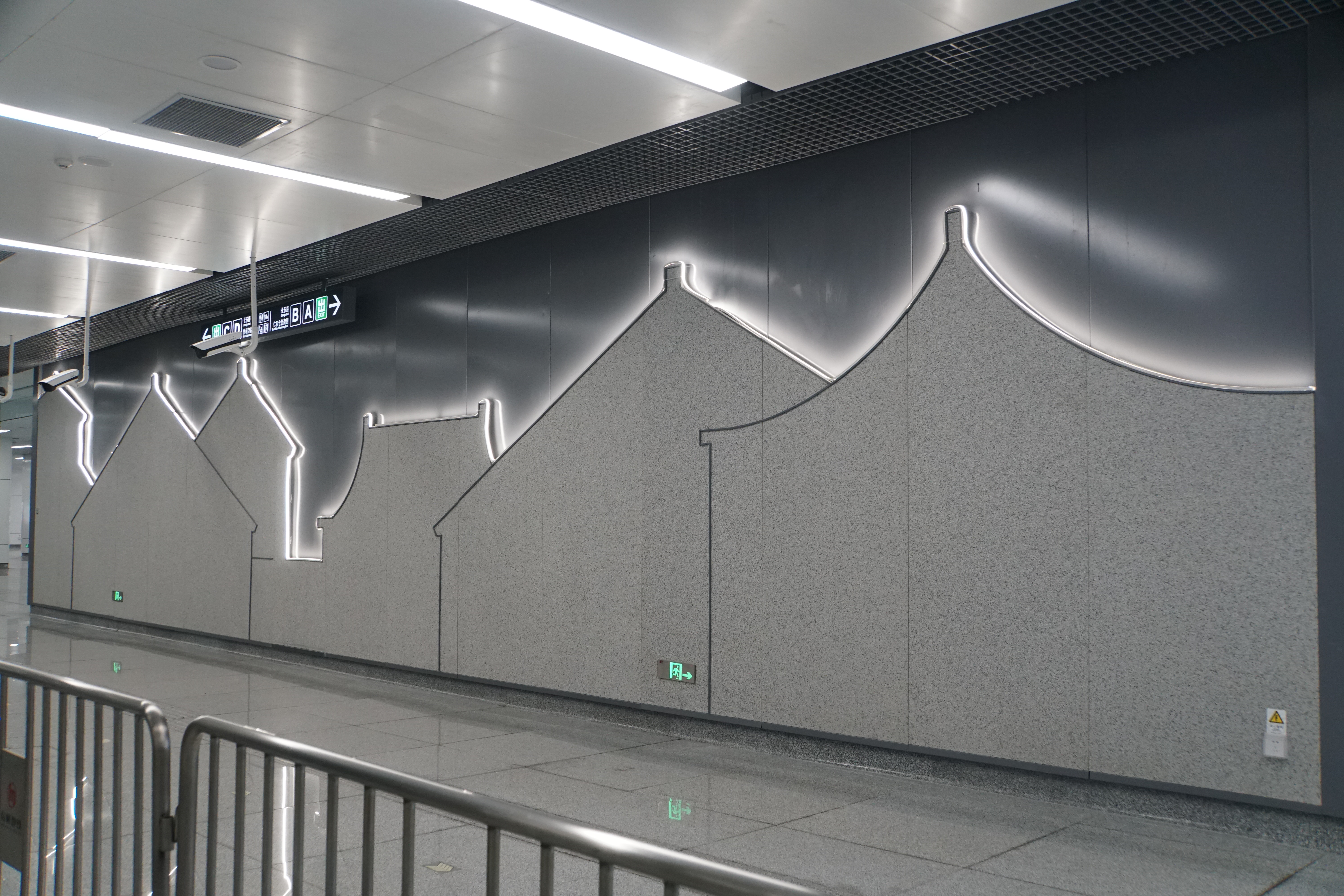
装飾壁
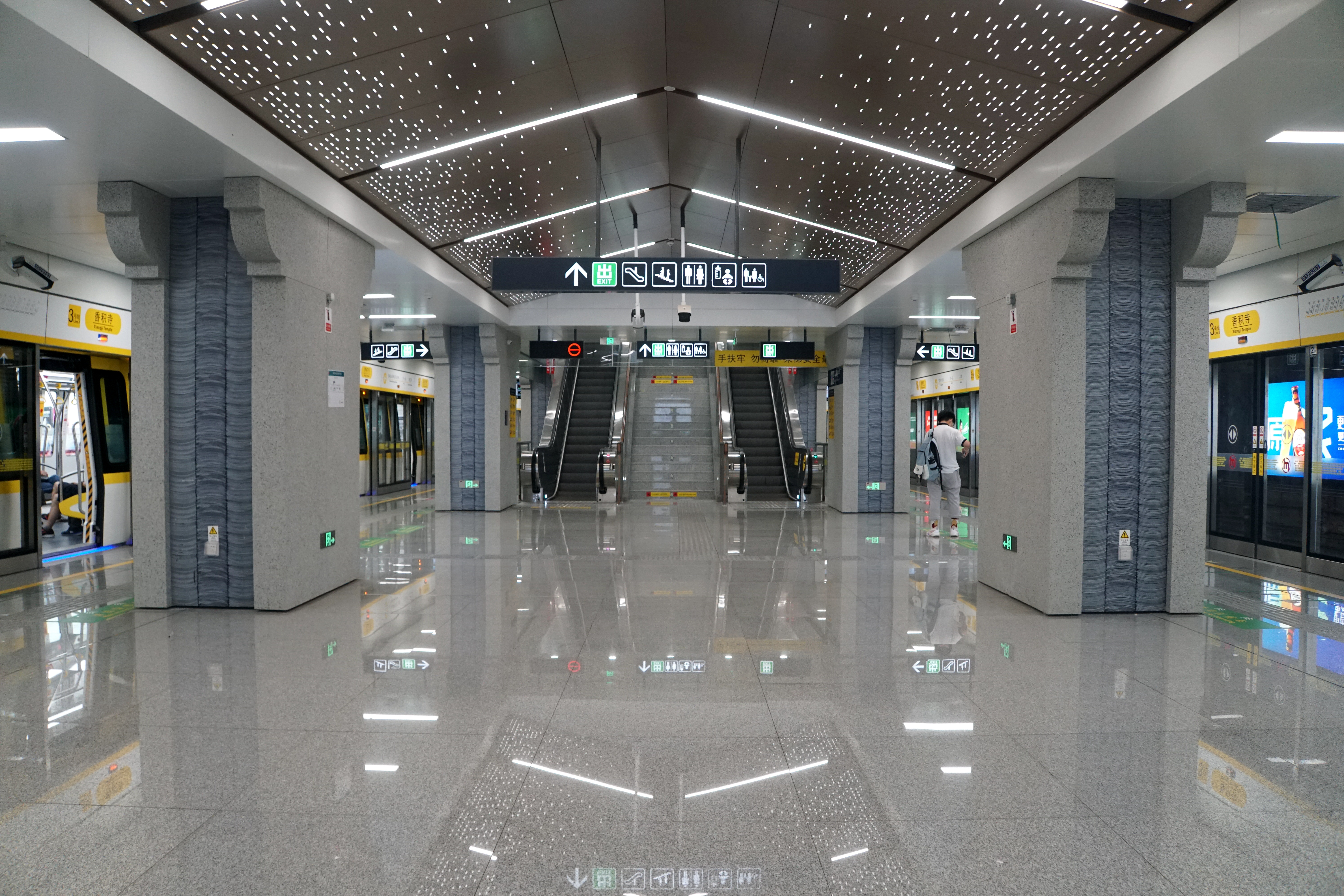
ホーム
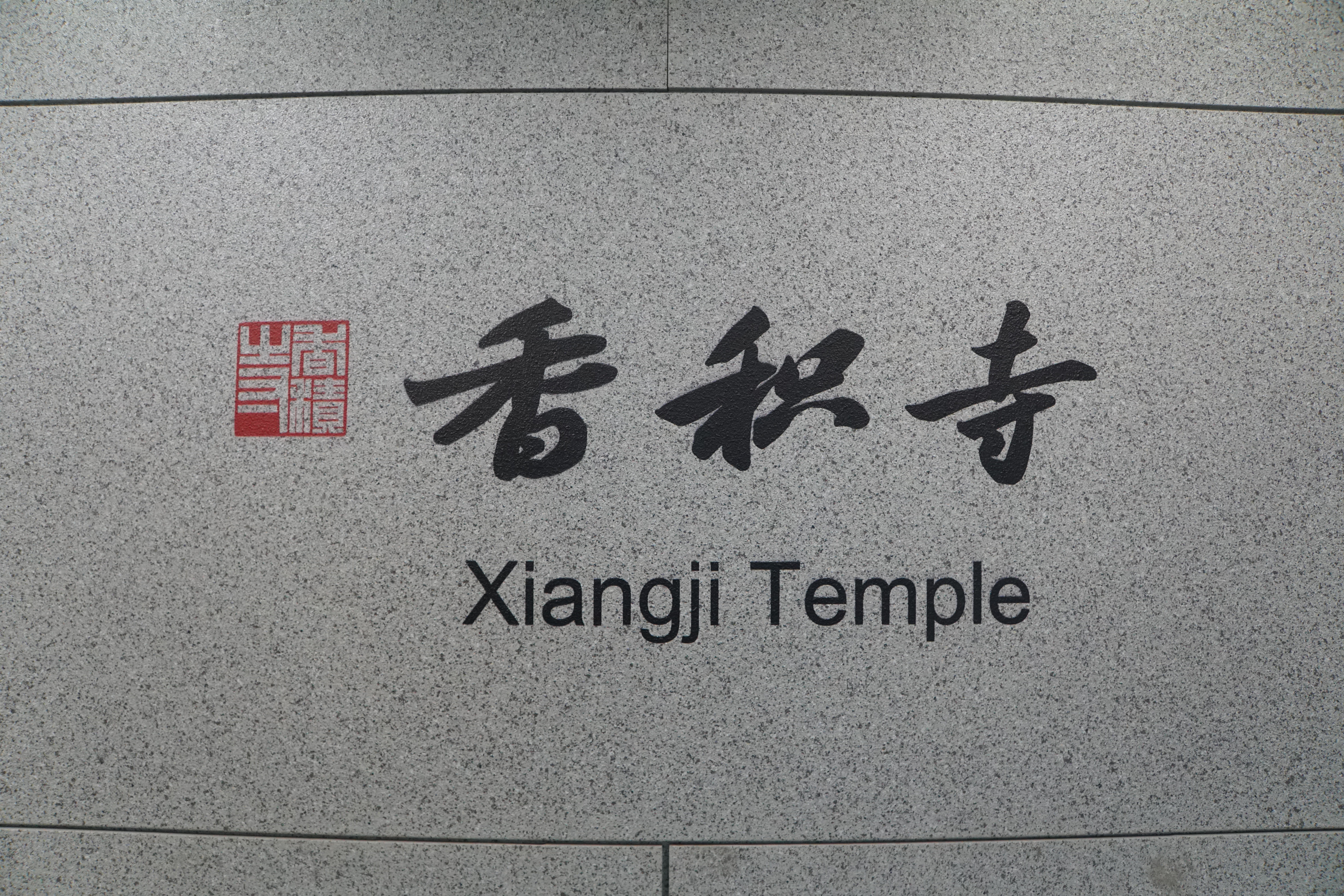
駅名
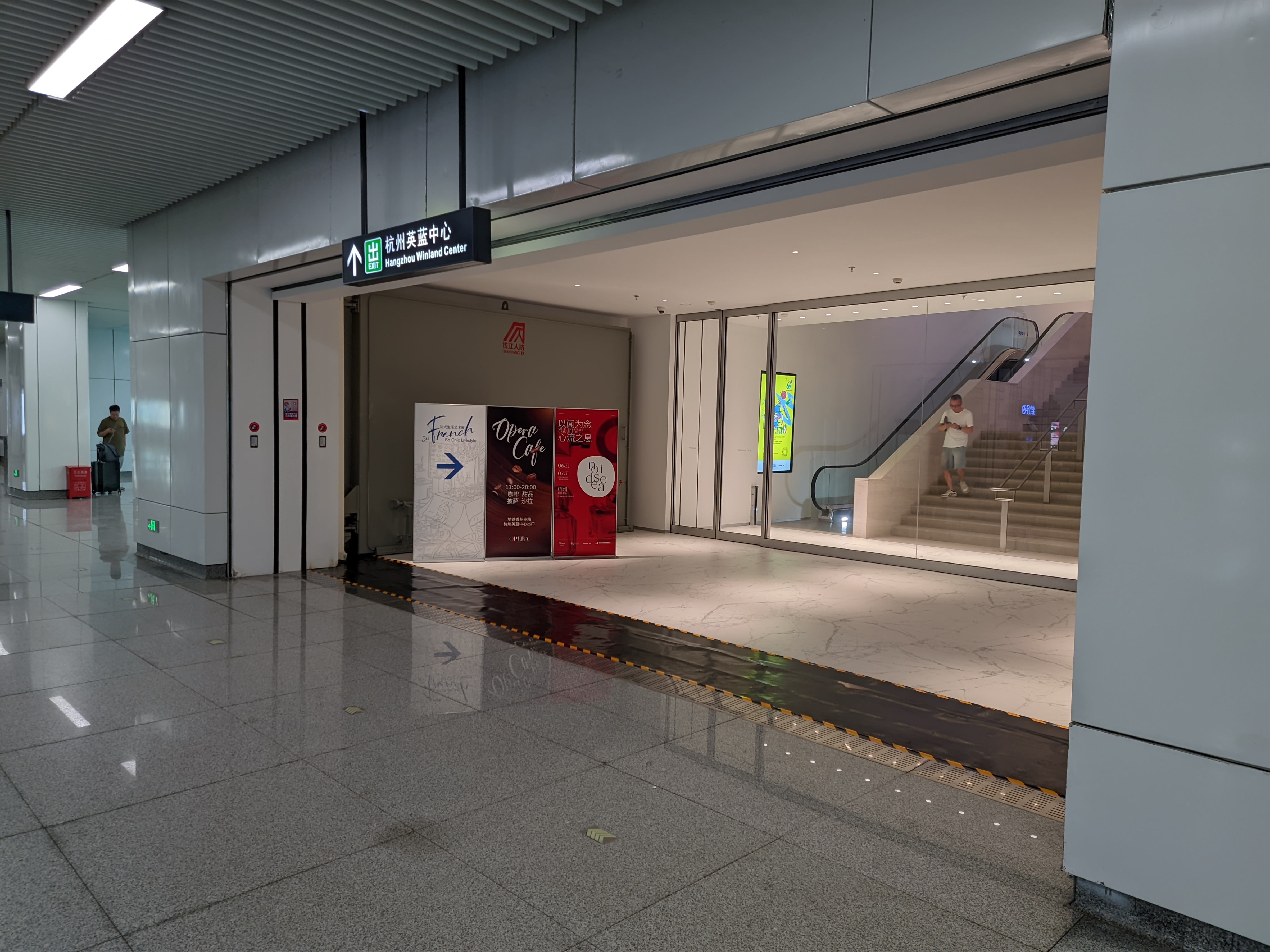
杭州英藍中心直結口（コンコース中央）
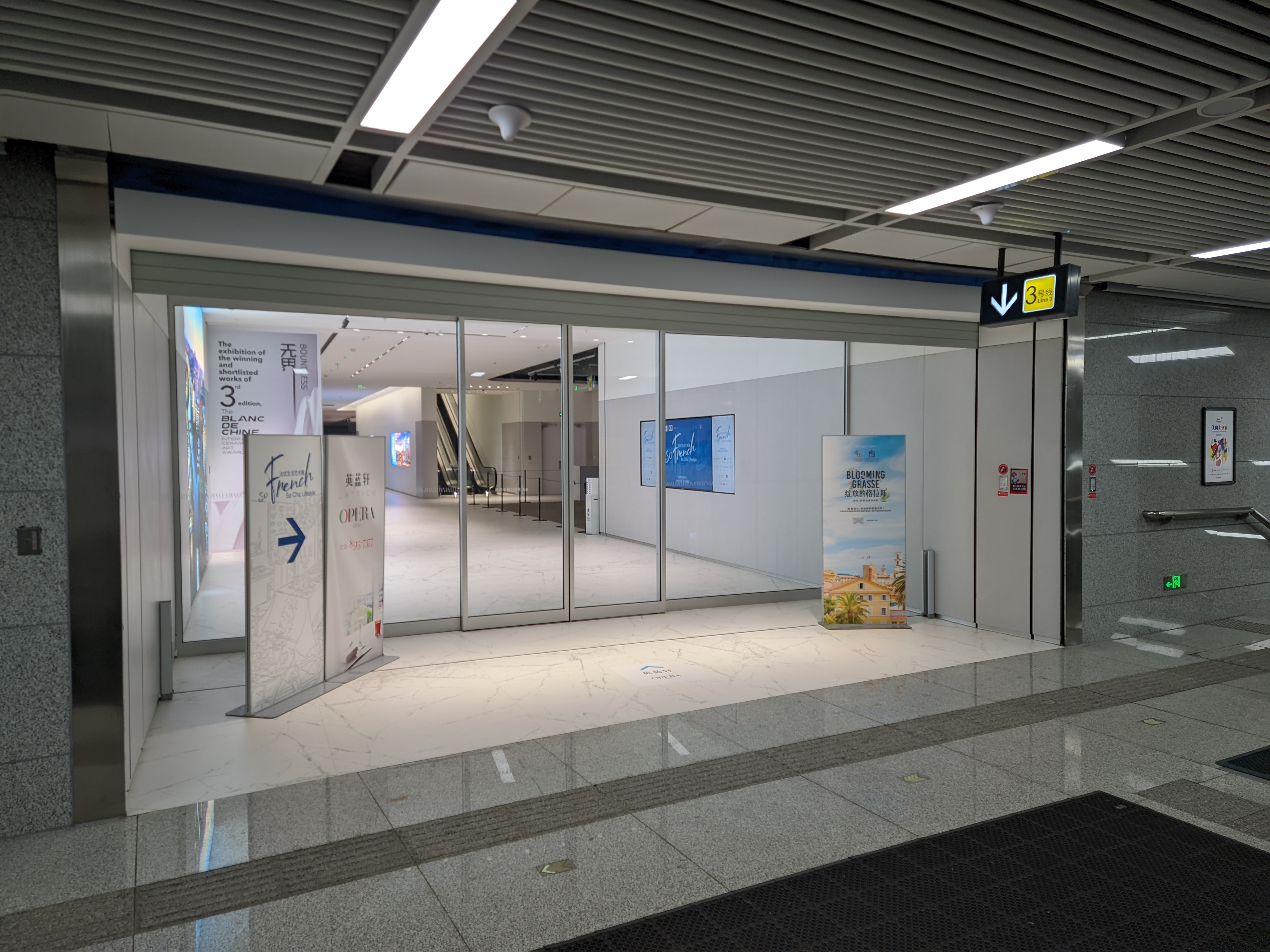
杭州英藍中心直結口（C出入口）

## 隣の駅
杭州地下鉄
■ 3号線
潮王路駅 - 香積寺駅 - 大関駅